# Lissodendoryx balanoides
Lissodendoryx balanoides är en svampdjursart som först beskrevs av Koltun 1959.  Lissodendoryx balanoides ingår i släktet Lissodendoryx och familjen Coelosphaeridae.
Artens utbredningsområde är Norra Ishavet. Inga underarter finns listade i Catalogue of Life.